# BYD Dolphin Surf
Der BYD Dolphin Surf (auch BYD Dolphin Mini, in China BYD Seagull und in Indonesien BYD Atto 1) ist ein batterieelektrisch angetriebener Kleinstwagen des chinesischen Automobilherstellers BYD Auto. Das Fahrzeug wird seit 2023 produziert und ist im Modellportfolio des Herstellers unterhalb des Dolphin positioniert.

## Geschichte
Nachdem das chinesische Ministerium für Industrie und Informationstechnik im Januar 2023 erste Informationen über die Baureihe veröffentlicht hatte, debütierte sie als Seagull offiziell im April 2023 auf der Shanghai Auto Show. Im Mai 2023 erfolgte der Marktstart zunächst im Heimatland.
Seit 2024 wird das Modell auch in Südamerika und Mexiko als Dolphin Mini angeboten. Ende Mai 2025 wurde die modifizierte Version namens Dolphin Surf für Europa vorgestellt. Sie wird seit Juni 2025 ausgeliefert.

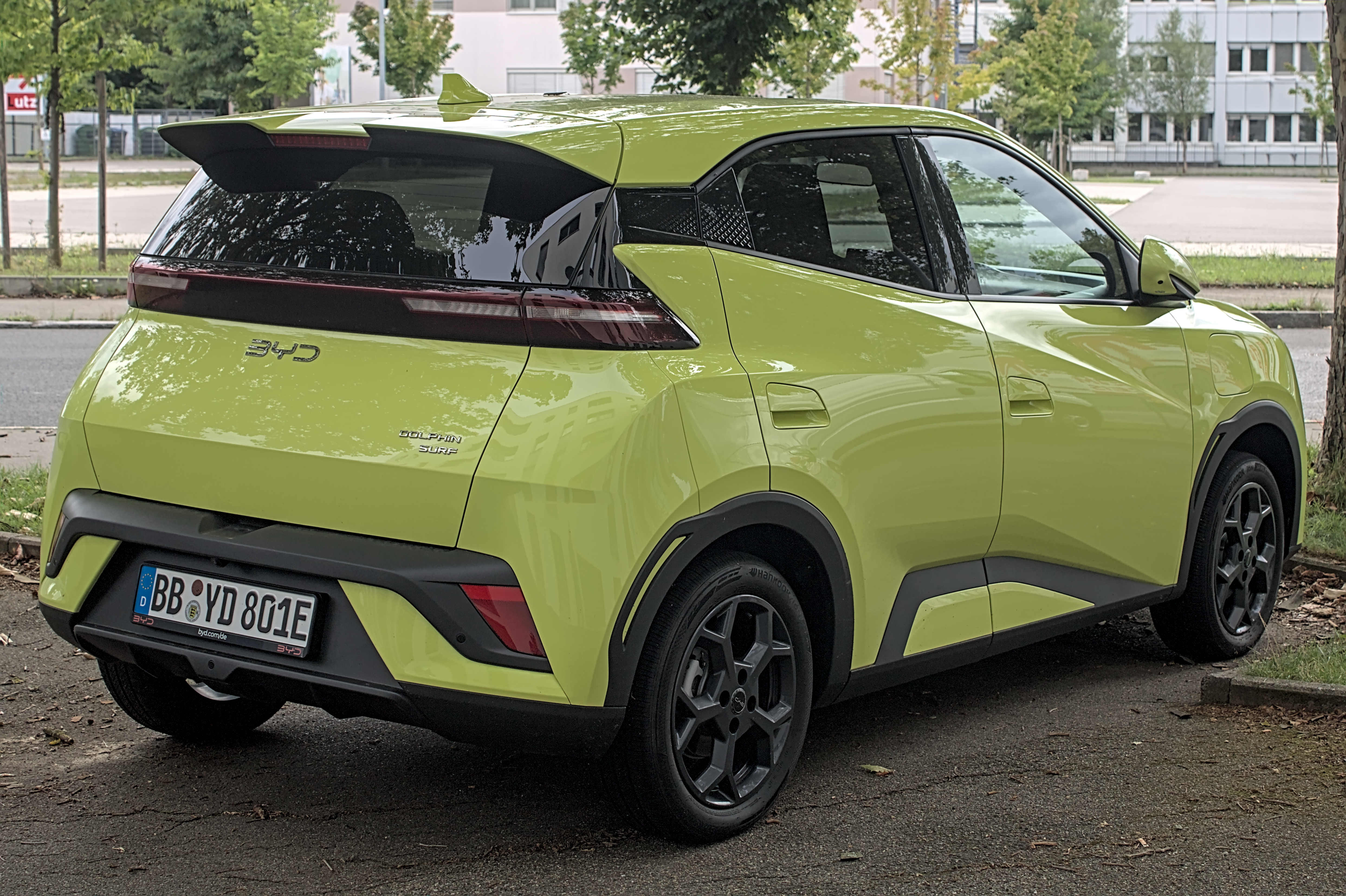
Heckansicht
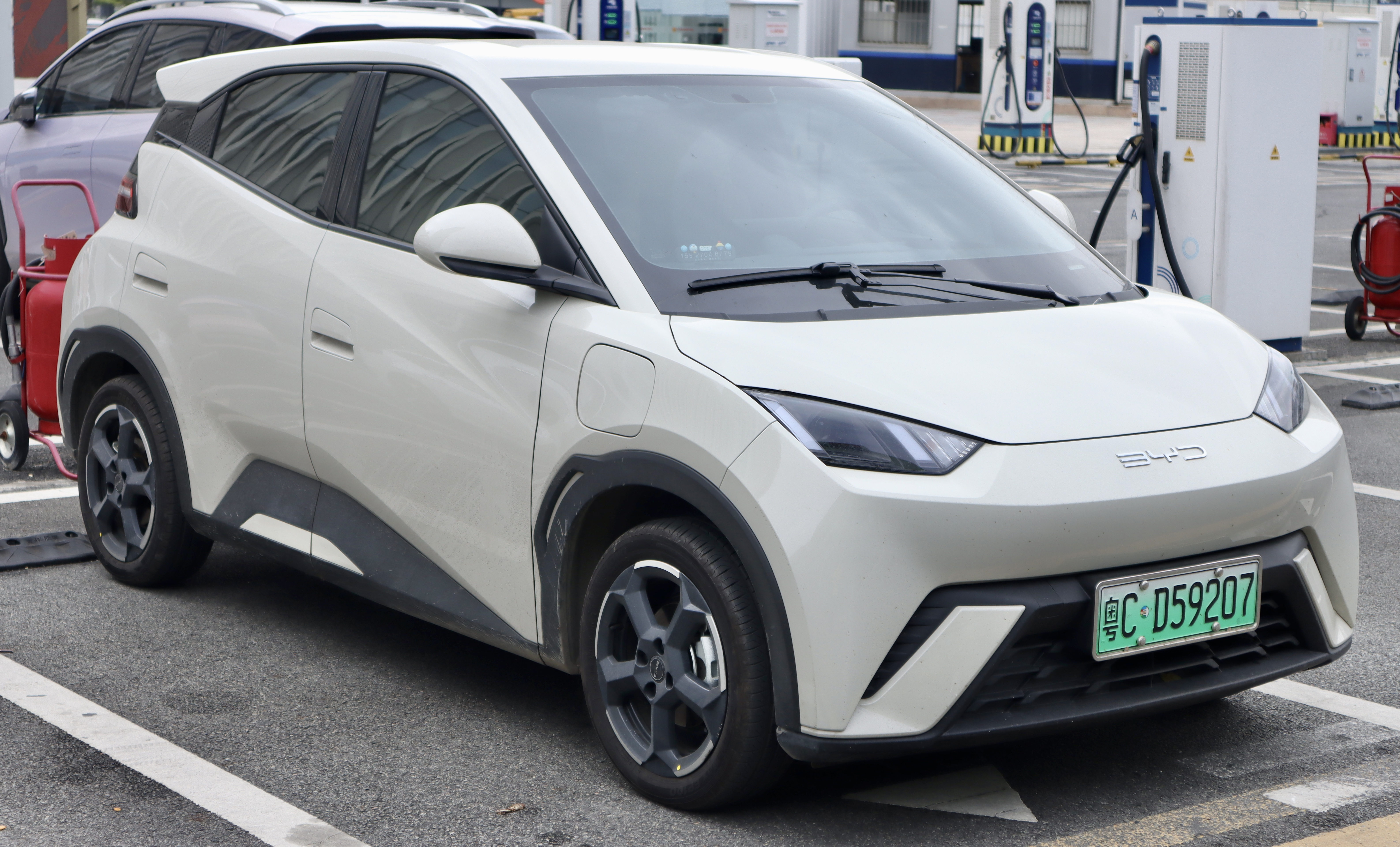
BYD Seagull (seit 2023)
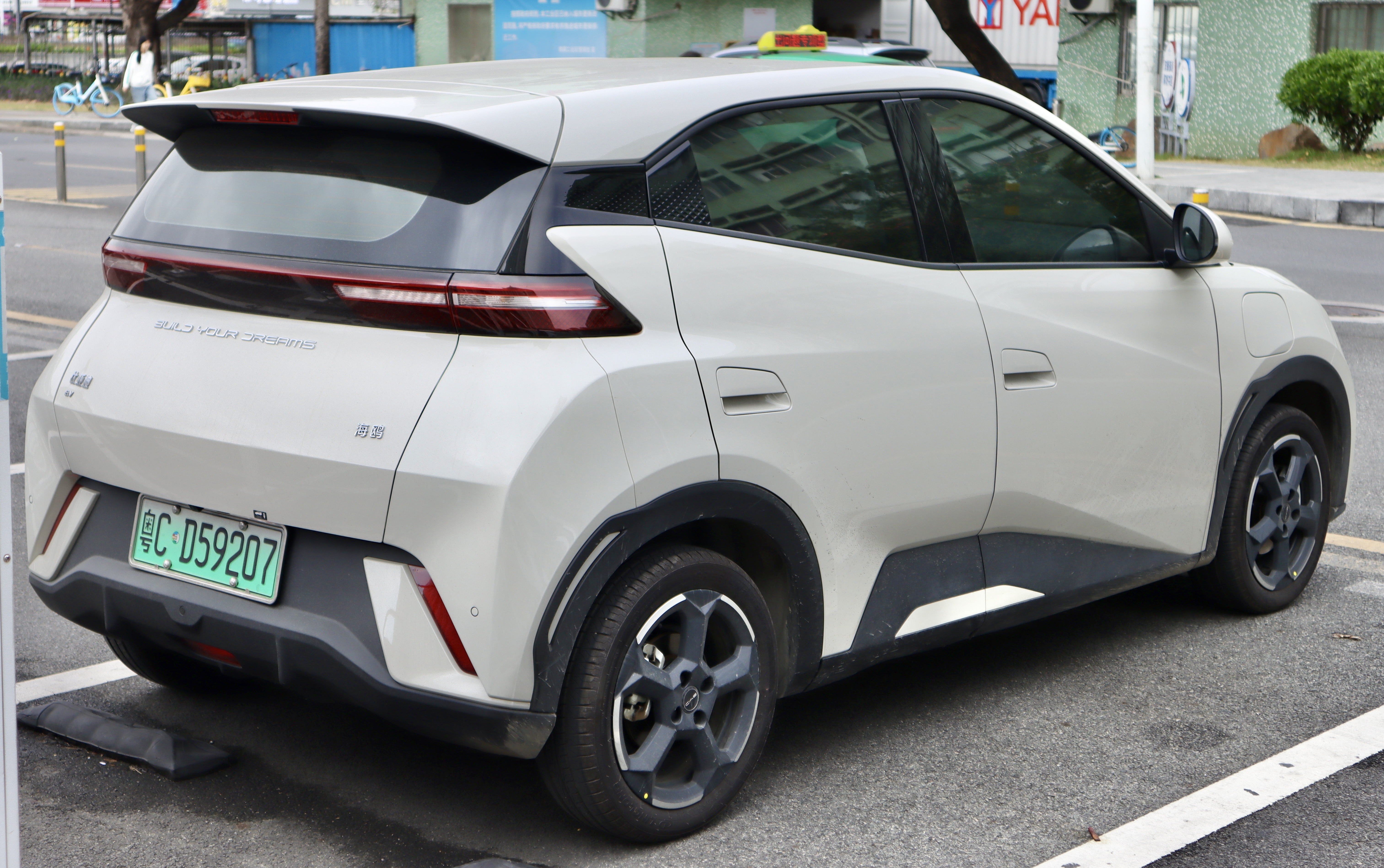
Heckansicht
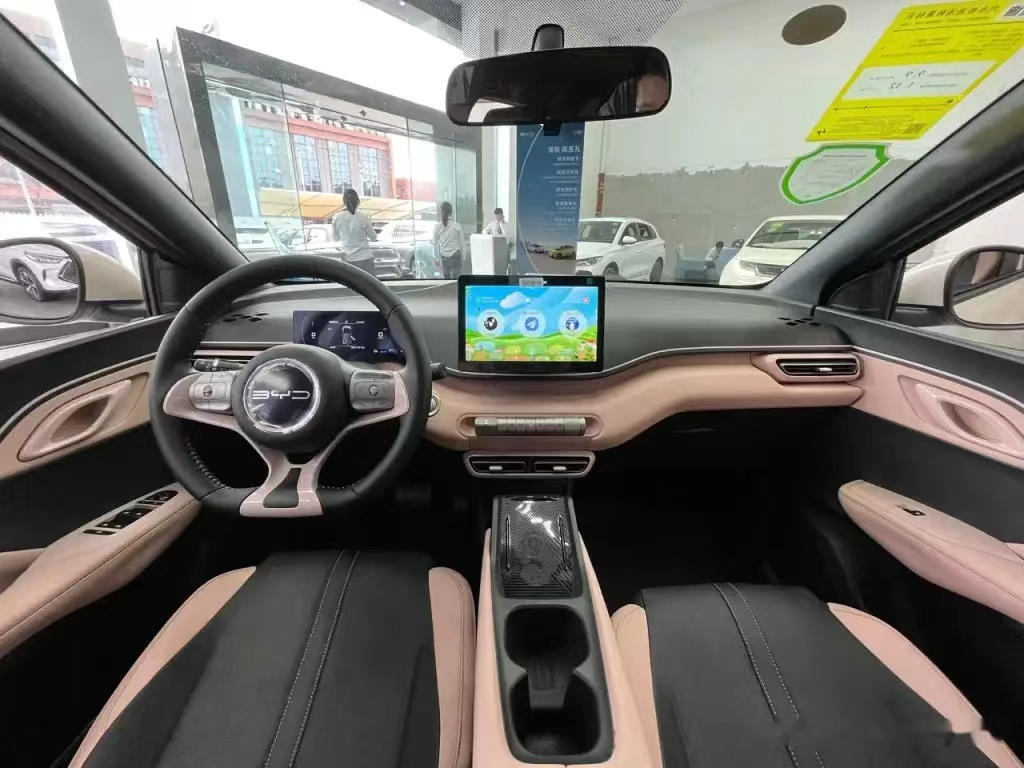
Innenansicht

## Technik

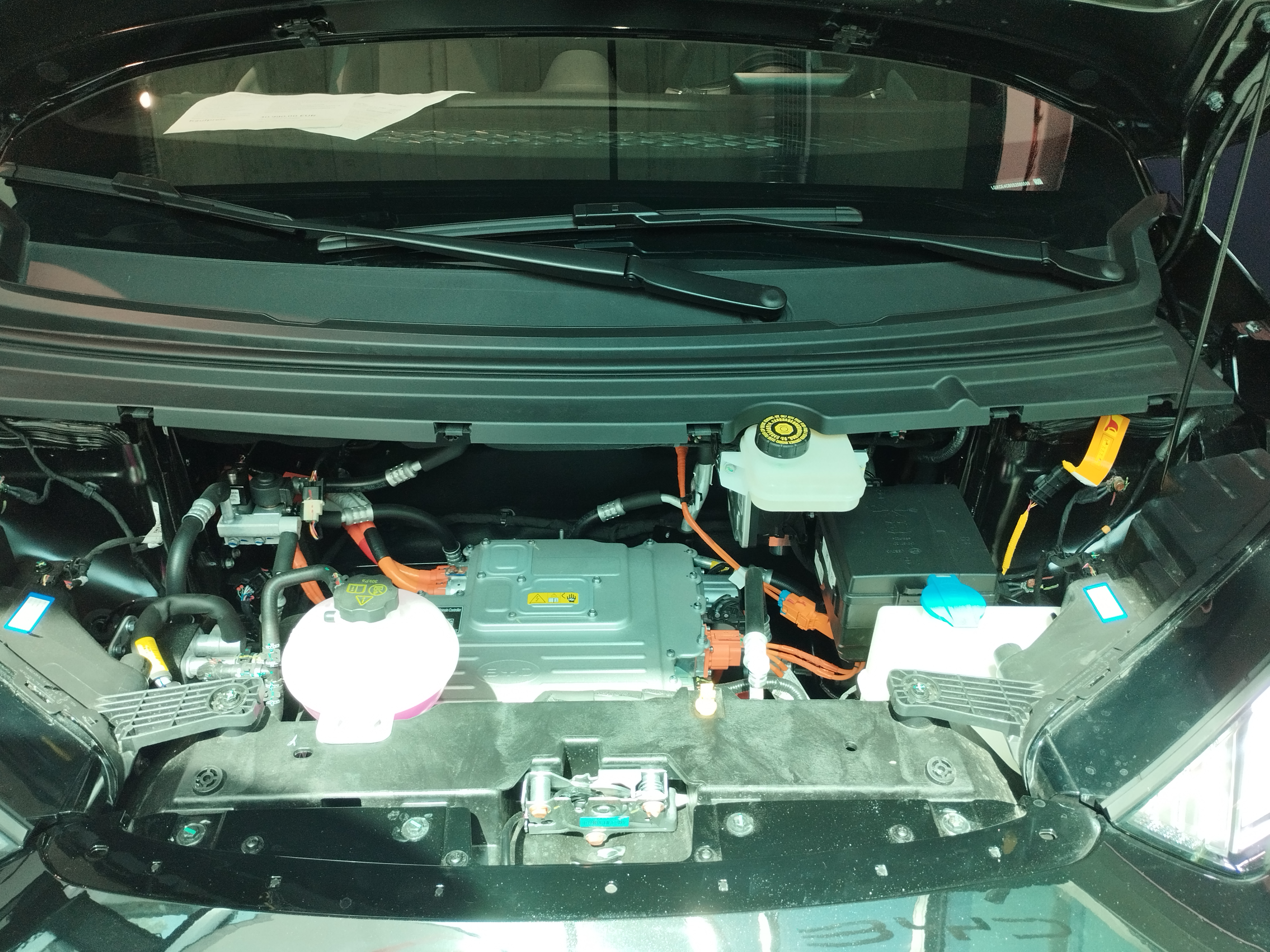
Motorraum

Als Motorisierung steht in China bisher ein Elektromotor mit einer Leistung von 55 kW (75 PS) zur Verfügung, der mit 30 bzw. 39 kWh großen Lithium-Eisenphosphat-Akkus kombiniert wird.  Die Reichweiten werden mit 305 bzw. 405 km nach dem chinesischen Messzyklus CLTC (China Light-Duty Vehicle Test Cycle) angegeben. Auch bei diesem Modell findet der sogenannte Cell-to-Body-Ansatz des Unternehmens Anwendung, bei dem der Akku in die Fahrzeugkarosserie integriert wird.
Die 21 cm längere Version für den europäischen Markt weist denselben Radstand auf, verfügt aber über weiter ausgeformte Front- und Heckstoßfänger. Zugelassen ist das Fahrzeug für vier Personen. Das Kofferraumvolumen beträgt 308 bis 1037 l. Neben der Variante mit dem 30-kWh-Akku aus der internationalen Version, wird in Europa eine weitere mit 43,2 kWh angeboten. Der Elektromotor hat je nach Version 65 kW (88 PS) oder 115 kW (156 PS) Leistung und 175 bzw. 220 Nm Drehmoment. Die Beschleunigungszeit von 0 auf 100 km/h liegt bei 9,1 bis 12,1 s. Die Höchstgeschwindigkeit beträgt immer 150 km/h. Nach dem WLTP-Messzyklus werden Reichweiten zwischen 220 und 322 km erreicht. Die Ladeleistung mit Wechselstrom beträgt 11 kW, mit Gleichstrom 65 bzw. 85 kW.

### Technische Daten
|                                                | Vitality / Free / EV300                 | Flying / EV400                          | Active                                  | Boost                                   | Comfort                                 |
| ---------------------------------------------- | --------------------------------------- | --------------------------------------- | --------------------------------------- | --------------------------------------- | --------------------------------------- |
| Bauzeitraum                                    | seit 04/2023                            | seit 04/2023                            | seit 06/2025                            | seit 06/2025                            | seit 06/2025                            |
| Motorkenndaten                                 |                                         |                                         |                                         |                                         |                                         |
| Motortyp                                       | Elektromotor                            | Elektromotor                            | Elektromotor                            | Elektromotor                            | Elektromotor                            |
| Motorbauart                                    | permanentmagneterregte Synchronmaschine | permanentmagneterregte Synchronmaschine | permanentmagneterregte Synchronmaschine | permanentmagneterregte Synchronmaschine | permanentmagneterregte Synchronmaschine |
| max. Leistung                                  | 55 kW (75 PS)                           | 55 kW (75 PS)                           | 65 kW (88 PS)                           | 65 kW (88 PS)                           | 115 kW (156 PS)                         |
| max. Drehmoment                                | 135 Nm                                  | 135 Nm                                  | 175 Nm                                  | 175 Nm                                  | 220 Nm                                  |
| Kraftübertragung                               |                                         |                                         |                                         |                                         |                                         |
| Antrieb                                        | Vorderradantrieb                        | Vorderradantrieb                        | Vorderradantrieb                        | Vorderradantrieb                        | Vorderradantrieb                        |
| Getriebe                                       | Festes Übersetzungsverhältnis           | Festes Übersetzungsverhältnis           | Festes Übersetzungsverhältnis           | Festes Übersetzungsverhältnis           | Festes Übersetzungsverhältnis           |
| Antriebsbatterie                               |                                         |                                         |                                         |                                         |                                         |
| Zellchemie                                     | Lithium-Eisenphosphat-Akkumulator (LFP) | Lithium-Eisenphosphat-Akkumulator (LFP) | Lithium-Eisenphosphat-Akkumulator (LFP) | Lithium-Eisenphosphat-Akkumulator (LFP) | Lithium-Eisenphosphat-Akkumulator (LFP) |
| Energieinhalt                                  | 30,08 kWh                               | 38,88 kWh                               | 30 kWh                                  | 43,2 kWh                                | 43,2 kWh                                |
| Messwerte                                      |                                         |                                         |                                         |                                         |                                         |
| Leergewicht                                    | 1160 kg                                 | 1240 kg                                 | 1294 kg                                 | 1370 kg                                 | 1390 kg                                 |
| Höchstgeschwindigkeit                          | 130 km/h                                | 130 km/h                                | 150 km/h                                | 150 km/h                                | 150 km/h                                |
| Beschleunigung, 0–100 km/h                     | 14,9 s                                  | 14,9 s                                  | 11,1 s                                  | 12,1 s                                  | 9,1 s                                   |
| Energieverbrauch auf 100 km (CLTC, kombiniert) | k. A.                                   | k. A.                                   | —                                       | —                                       | —                                       |
| Energieverbrauch auf 100 km (WLTP, kombiniert) | k. A.                                   | k. A.                                   | 15,5 kWh                                | 15,6 kWh                                | 16,0 kWh                                |
| Reichweite nach CLTC                           | 305 km                                  | 405 km                                  | —                                       | —                                       | —                                       |
| Reichweite nach WLTP                           | —                                       | —                                       | 220 km                                  | 322 km                                  | 310 km                                  |

Quelle:

## Verkaufszahlen

### Weltweit
2023 wurde der BYD Seagull weltweit 254.179 mal verkauft.
|  |

|  |

|  |

|  |

|  |

|  |

|  |

|  |

|  |

|  |

|  |

|  |

|  |

|  |

|  |

|  |

|  |

|  |

|  |

|  |

|  |

|  |

|  |

|  |

|  |

|  |

|  |

|  |

|  |

|  |

|  |

|  |

|  | Elektro (437.958) |

|  | Elektro (437.958) |

### Brasilien
Der BYD Dolphin Mini wurde im Jahr 2024 in Brasilien 21.946 mal zugelassen.
|  |

|  |

|  |

|  |

|  |

|  |

|  |

|  |

|  |

|  |

|  |

|  |

|  |

|  |

|  |

|  |

|  | Elektro |

|  | Elektro |